# Azay-le-Brûlé
Azay-le-Brûlé è un comune francese di 1 919 abitanti situato nel dipartimento delle Deux-Sèvres nella regione della Nuova Aquitania.

## Società

### Evoluzione demografica
Abitanti censiti